# كونزية جرداء
كونزية جرداء (الاسم العلمي:Kunzea glabrescens) هي نوع من النباتات تتبع جنس الكونزية من فصيلة الآسية. تم وصف هذا النوع من النبات علمياً لأول مرة من قبل هيلموت تولكين سنة 1996.